# Liste der Fahnenträger der tadschikischen Mannschaften bei Olympischen Spielen
Die Liste der Fahnenträger der tadschikischen Mannschaften bei Olympischen Spielen listet chronologisch alle Fahnenträger tadschikischer Mannschaften bei den Eröffnungsfeiern Olympischer Spiele auf.

## Liste der Fahnenträger
| Mannschaft                    | Veranstaltung                 | Fahnenträger (EF)               | Fahnenträger (AF)                |
| 1992 Teil des Vereinten Teams | 1992 Teil des Vereinten Teams | 1992 Teil des Vereinten Teams   | 1992 Teil des Vereinten Teams    |
| Tadschikistan                 | Tadschikistan                 | Tadschikistan                   | Tadschikistan                    |
| ----------------------------- | ----------------------------- | ------------------------------- | -------------------------------- |
| 1996 in Atlanta               | Sommerspiele                  | Andrei Abduwalijew              |                                  |
| 2000 in Sydney                | Sommerspiele                  | Khurshed Hasanov                |                                  |
| 2002 in Salt Lake City        | Winterspiele                  | Gafar Mirzoyev (NOK-Präsident)  |                                  |
| 2004 in Athen                 | Sommerspiele                  | Nargis Nabiyeva                 | Scheralij Dostijew               |
| 2006 in Turin                 | Winterspiele                  | Andrei Drygin                   | Abdugafar Sharipov (Offizieller) |
| 2008 in Peking                | Sommerspiele                  | Dilschod Nasarow                | Jussuf Abdussalomow              |
| 2010 in Vancouver             | Winterspiele                  | Alischer Qudratow (Offizieller) | Alischer Qudratow (Offizieller)  |
| 2012 in London                | Sommerspiele                  | Mawsuna Tschorijewa             | Mawsuna Tschorijewa              |
| 2014 in Sotschi               | Winterspiele                  | Alischer Qudratow               | Alischer Qudratow                |
| 2016 in Rio de Janeiro        | Sommerspiele                  | Dilschod Nasarow                | Anwar Junussow                   |
| 2020 in Tokio                 | Sommerspiele                  | Temur Rahimow                   | Volunteer                        |
| 2024 in Paris                 | Sommerspiele                  | Midschgona Samadowa             | Munira Abdussalomowa             |
| 2024 in Paris                 | Sommerspiele                  | Temur Rahimow                   | Dawlat Boltajew                  |

Anmerkung: (EF) = Eröffnungsfeier, (AF) = Abschlussfeier

## Statistik
| Rang    | Sportart       | EF | AF | ∑  |
| ------- | -------------- | -- | -- | -- |
| 1       | Boxen          | 3  | 4  | 7  |
| 2       | Leichtathletik | 3  | 0  | 3  |
| 3       | Judo           | 2  | 0  | 2  |
| 4       | Bogenschießen  | 1  | 0  | 1  |
| 4       | Ringen         | 0  | 1  | 1  |
| 4       | Taekwondo      | 0  | 1  | 1  |
| 4       | Volunteer      | 0  | 1  | 1  |
| Gesamt: | Gesamt:        | 9  | 7  | 16 |

| Rang    | Sportart    | EF | AF | ∑ |
| ------- | ----------- | -- | -- | - |
| 1       | Offizieller | 2  | 2  | 4 |
| 2       | Ski Alpin   | 2  | 1  | 3 |
| Gesamt: | Gesamt:     | 4  | 3  | 7 |

| Rang    | Sportart       | EF | AF | ∑  |
| ------- | -------------- | -- | -- | -- |
| 1       | Boxen          | 3  | 4  | 7  |
| 2       | Offizieller    | 2  | 2  | 4  |
| 3       | Leichtathletik | 3  | 0  | 3  |
| 3       | Ski Alpin      | 2  | 1  | 3  |
| 5       | Judo           | 2  | 0  | 2  |
| 6       | Bogenschießen  | 1  | 0  | 1  |
| 6       | Ringen         | 0  | 1  | 1  |
| 6       | Taekwondo      | 0  | 1  | 1  |
| 6       | Volunteer      | 0  | 1  | 1  |
| Gesamt: | Gesamt:        | 13 | 10 | 23 |